# Alfombra de Isfahán
La alfombra de Isfahán, también incorrectamente conocido como alfombras polacas, es un tipo de alfombra persa.
Las alfombras de Isfahán se cuentan entre las primeras que fueron conocidas y apreciadas en Europa. Los primeros ejemplares, en seda realzada con hilos de oro y de plata, fueron regalados por el Sha Abás a dignatarios occidentales. Después de la invasión de los afganos, prácticamente se abandonó la artesanía de las alfombras. Se volvieron a fabricar a partir de primeros del siglo XX y recuperaron rápidamente su prestigio gracias a los cartones de los ostad ("maestros"), a los que los artesanos permanecieron fieles.
Durante siglos, la ruta comercial que une Europa y Persia atravesó Polonia, de ahí el nombre incorrecto en francés de Tapis a la Polonaise (alfombra polaca). Ambos nombres están acostumbrados a este día.

## Descripción
Siempre son alfombras con flores, generalmente adornadas con un medallón central. A veces las cuatro esquinas repiten los motivos del medallón central. Hay también alfombras temáticas, adornadas con escenas de animales en una decoración de flores. Otra decoración típica es la del "jarrón de flores". En uno de los extremos del campo se encuentra un jarrón rebosante de largas ramas floridas que llenan todo el campo (que a menudo tiene forma de nicho). El borde se compone de una larga banda central rodeada de dos bandas estrechas adornadas con rosetones y guirnaldas, flanqueadas a su vez por dos bandas más estrechas.
Los colores son muy variados, con alternancia entre colores claros y oscuros.